# Mount Hewson
Mount Hewson är ett berg i Antarktis. Det ligger i Östantarktis. Nya Zeeland gör anspråk på området. Toppen på Mount Hewson är 3 720 meter över havet.
Terrängen runt Mount Hewson är kuperad åt nordost, men åt sydväst är den bergig. Mount Hewson är den högsta punkten i trakten. Trakten är obefolkad. Det finns inga samhällen i närheten.